# Hemistola siciliana
Hemistola siciliana är en fjärilsart som beskrevs av Louis Beethoven Prout 1935. Hemistola siciliana ingår i släktet Hemistola och familjen mätare. Inga underarter finns listade i Catalogue of Life.